# Montello e Colli Asolani cabernet franc
Il Montello e Colli Asolani Cabernet franc è un vino DOC la cui produzione è consentita nella provincia di Treviso.

## Caratteristiche organolettiche
- colore: rosso rubino, quasi granato se invecchiato.
- odore: vinoso, intenso, caratteristico, gradevole.
- sapore: asciutto, sapido di corpo, lievemente erbaceo, giustamente tannico, armonico e caratteristico.

## Produzione
Provincia, stagione, volume in ettolitri
- nessun dato disponibile